# Týr
Pour les articles homonymes, voir Tyr (homonymie).
Dans la mythologie nordique, Týr (nom générique pour dieu en vieux norrois, cognat du latin deus) est le dieu du ciel, de la guerre juste, de la justice, de la victoire et de la stratégie. Tyr est un dieu majeur des Ases, commun à l'ensemble des peuples germaniques et nous connaissons plusieurs variantes régionales de son nom ; en gotique Teiws, en vieux haut-allemand Ziu, en vieil anglais Tīw ou Tīg, du proto-germanique *Tīwaz. Il est initialement un dieu souverain qui incarne en particulier l'aspect juridique de la souveraineté. Associé à l'assemblée législative du thing, il est également un dieu des serments, des procédures et du droit.
Týr est sans doute un dieu très ancien, aux origines à la tête du panthéon germanique. Son rôle et son culte auraient perdu de l'importance en faveur d'Odin et de Thor à partir des invasions barbares. Les mythes scandinaves préservés l'évoquant sont peu nombreux, mais son importance est confirmée par le fait que son nom a donné celui du jour de la semaine mardi dans les langues germaniques. Il est symbolisé par la rune Tīwaz ↑, la rune de la victoire.
Selon les textes scandinaves, Týr est soit le fils d'Odin, soit celui du géant Hymir. Týr montra sa valeur héroïque en sacrifiant sa main dans la gueule du loup Fenrir pour gagner sa confiance et l'enchaîner. Il est alors connu comme le dieu manchot. Lors de la bataille prophétique du Ragnarök, Týr et Garm, le chien gardien du monde des morts, s'entre-tueront.

## Étymologie et origines

### Étymologie
Týr de son nom proto-germanique Tīwaz vient de l'indo-européen commun Deywos (deyw-:« ciel du jour » ou « ciel lumineux ») ce qui indique qu'il était probablement anciennement le dieu du ciel diurne, et renforce l'hypothèse que son rôle était au départ celui du dieu principal du panthéon. *deywos est en effet le nom, reconstruit, du dieu ciel diurne chez les proto-indo-européens, et serait donc l'origine de grands dieux indo-européens comme Týr, mais aussi Zeus, Jupiter et Dyaus Pitar,, qui possèdent une étymologie et des fonctions communes héritées.
Týr est le mot commun en vieux norrois pour « dieu », ce qui témoigne de son importance initiale pour les germains. La forme plurielle est tívar, elle est liée étymologiquement au sanskrit devas, au vieil irlandais día, et au latin dei.

### Origines

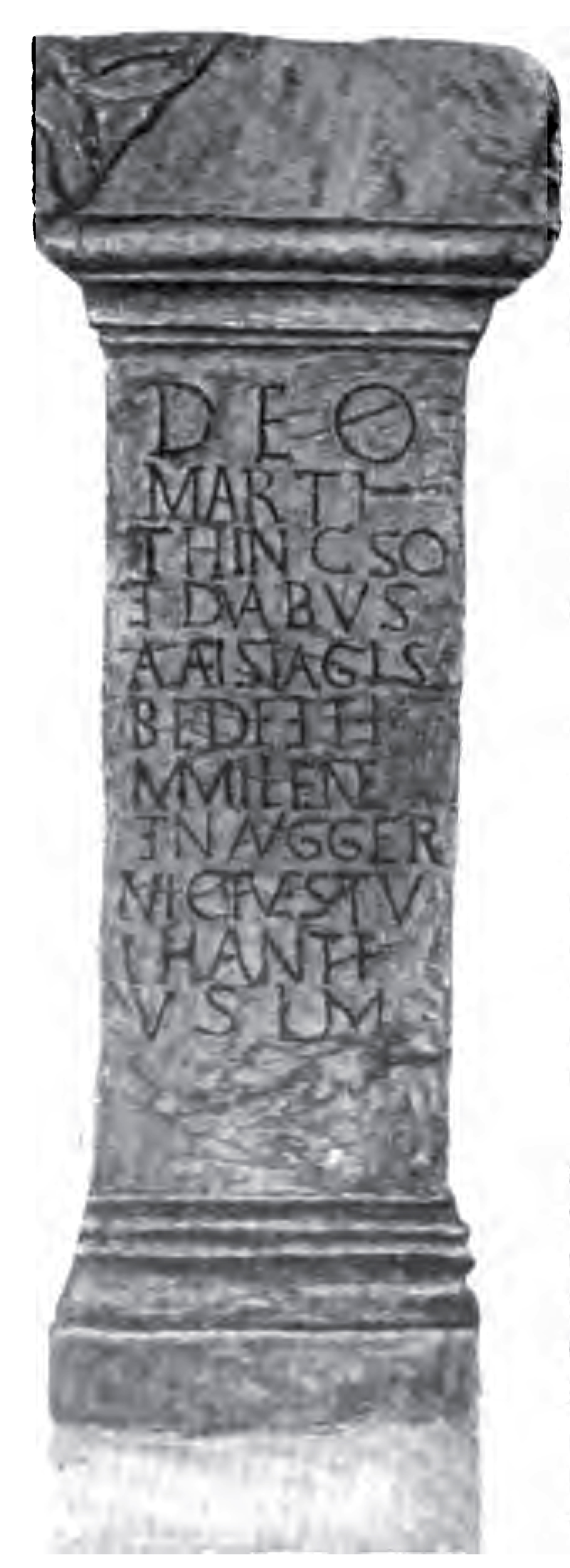
L'autel dédicacé à Mars Thincsus, érigé au IIIe siècle à Housesteads, Northumberland.

Nous ne connaissons des mythes de Týr que dans les Eddas, textes scandinaves rédigés ou compilés tardivement aux alentours du XIIIe siècle, quelques siècles après la christianisation officielle des derniers royaumes vikings. On retrouve toutefois des traces de ce dieu dans les vestiges archéologiques plus anciens, les textes et les dédicaces d'époque romaine. Si les peuples germaniques partageaient un panthéon semblable, les différences chrono-culturelles rendent plus difficile de lier les versions tardives scandinaves des dieux et mythes avec leur équivalent germanique antique souvent rapporté par des sources romaines extérieures.
Dans La Germanie de Tacite, rédigée au Ier siècle, au chapitre 1 de la partie 9, les Germains sacrifient des animaux aux dieux Hercule et Mars. Par interpretatio romana, Tacite aurait visiblement substitué le nom d'Hercule à Thor, et celui de Mars à Týr. Dans la partie 39, Tacite évoque également un rite des Semnons où ils entrent dans une forêt attachés par des liens pour sacrifier à un « dieu maître du monde ». Ce dieu pourrait correspondre à Týr, pour qui une cérémonie où interviennent des liens et un pacte rappellent le mythe principal qui lui est attribué.
Le casque de Negau daté du IIe siècle porte une inscription en caractères nord-italiques dont le mot Teiwa, qui peut être un dérivé de Deiwos. Il a été interprété par certains spécialistes comme désignant le dieu Týr.
Une dédicace romaine (attribuée à des auxiliaires frisons) du IIIe siècle a été découverte le long du mur d'Hadrien à Northumberland (Angleterre) pour le dieu Mars Thincsus,. Jan de Vries proposait qu'il s'agisse de « Mars du Thing ». On sait que les Romains intégraient les dieux indigènes dans leur panthéon, que Týr est associé à l'assemblée juridique du thing, et enfin que l'interpretatio romana proposait comme équivalent à Týr le dieu de la guerre romain Mars. Mars Thincsus serait Týr romanisé. Une inscription pour Mars Thincsus a également été découverte à Tislund au Danemark, près d'un ancien lieu de rassemblement du thing.
Une des cornes d'or de Gallehus, trouvées au Danemark et datant du Ve siècle, représente un petit personnage manchot qui pourrait alors correspondre à Týr.
Les spécialistes s'accordent pour placer Týr anciennement à la tête du Panthéon germanique, puis au fil des siècles son importance aurait perdu en faveur d'Odin et de Thor, qui ont peut-être même repris à leur compte certains de ses attributs (dieu du ciel, garant de l'ordre...),. Selon Georges Dumézil, ce transfert d'importance vers Odin est similaire à celui effectué en Inde au profit de Varuna et au détriment de Mitra (les homologues respectifs) : les hommes préfèrent leur dieu souverain magicien à leur juriste.

## Dans lesEddas
Les mythes concernant Týr sont uniquement préservés dans des textes scandinaves tardifs, les Eddas, rédigés ou compilés aux alentours du XIIIe siècle, après la christianisation des derniers royaumes vikings. Se pose alors parmi les spécialistes la question de la véracité de ces récits, de leur influence chrétienne, d'inventions des auteurs, ou de témoignages fidèles des croyances pré-chrétiennes. Ces textes restent les seuls témoignages conservés des mythes liés au dieu, et sont ainsi incontournables pour le définir.

### Caractéristiques

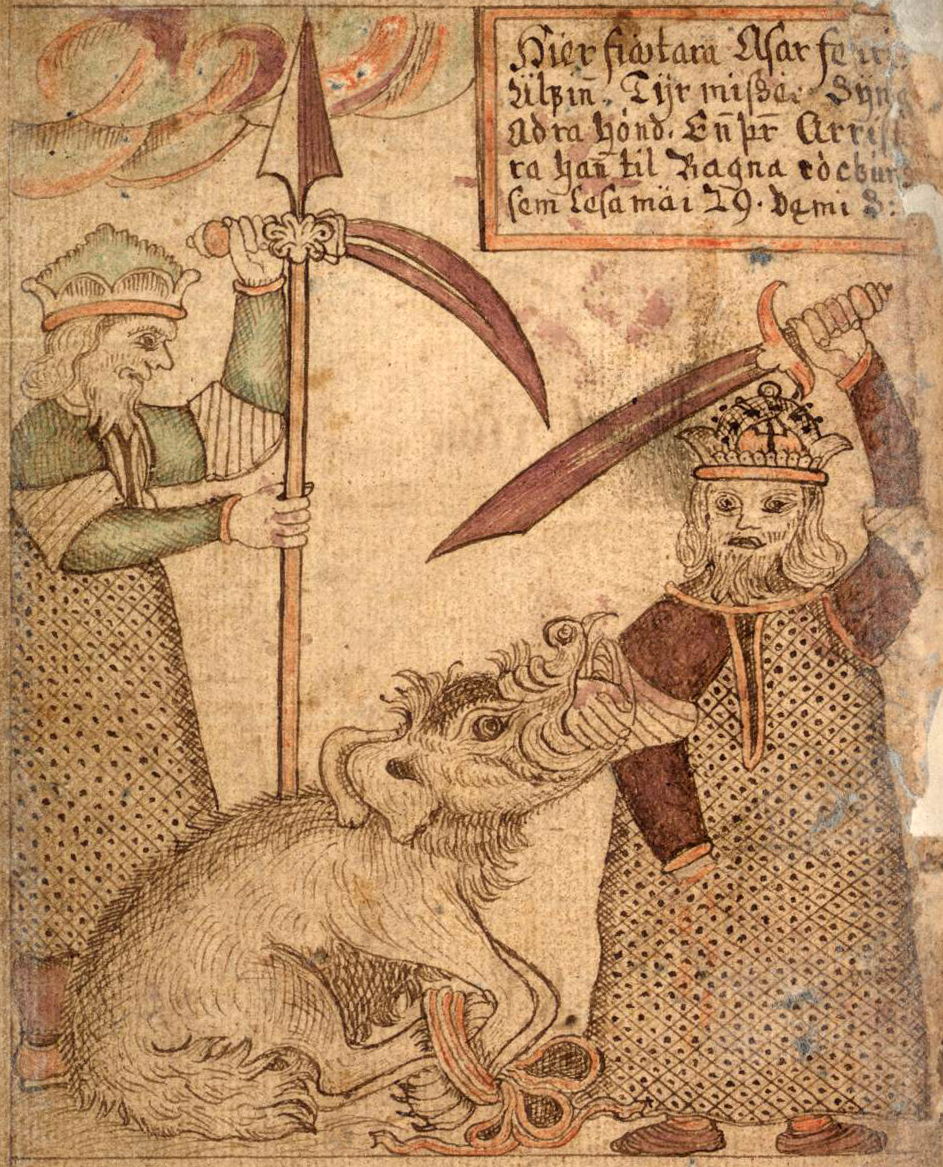
Le dieu Týr met sa main en gage dans la gueule de Fenrir et la perdra. Illustration issue du manuscrit islandais SÁM 66 du XVIIIe siècle.

Chez les scandinaves, Týr est un dieu Ase, ainsi il est parmi les douze dieux présidant au banquet à la visite du géant Ægir, au chapitre 1 de la partie Skáldskaparmál de l'Edda de Snorri. Il est décrit dans le chapitre 25 de la partie Gylfaginning lorsque le Très-Haut révèle à Gangleri les noms et caractéristiques des principaux dieux. Il serait alors très sage et le plus courageux des Ases. Il peut influencer le déroulement d'une bataille ainsi il est nécessaire de l'invoquer.
Týr est un dieu garant de l'ordre du monde par le fait qu'il représente l'assemblée du thing, le droit, la justice. En sacrifiant sa main droite pour enchaîner le loup Fenrir il a conjuré les forces du désordre et du chaos. Être représentant de l'assemblée juridique n'est pas maigre chose dans la mentalité germanique. En effet, dans les mythes, à chaque problème les dieux se réunissent pour légiférer. Dans la société germanique, la loi et le droit sont sacrés et essentiels pour régler les querelles. En cela, comme un autre Ase, Heimdall, Týr semble être l'opposé du dieu malin Loki, qui est sans honneur, sans foi ni loi, et représente le sabotage et le désordre.
Le kenning (au pluriel, kenningar) est une figure de style propre à la poésie scandinave qui consiste à remplacer un mot, ou le nom d'un personnage ou d'une créature par une périphrase. Le chapitre 16 de la partie Skáldskaparmál de l'Edda en prose de Snorri Sturluson révèle les kennings qui peuvent désigner Týr (Týskenningar) ; « Dieu Manchot », « Geôlier du Loup (Fenrir) », « Dieu des Batailles » et « Fils d'Odin ». Il s'agit là de la seule mention préservée de la paternité d'Odin à Týr, ce qui est contredit dans la Hymiskvida où le géant Hymir est désigné comme le père de Týr. Or ces deux paternités contradictoires sont à prendre avec précautions puisque tous les dieux descendent originellement des géants, y compris Odin qui est lui-même le père de presque tous les Ases selon Snorri Sturluson.

### Les mythes

#### Le sacrifice de Týr

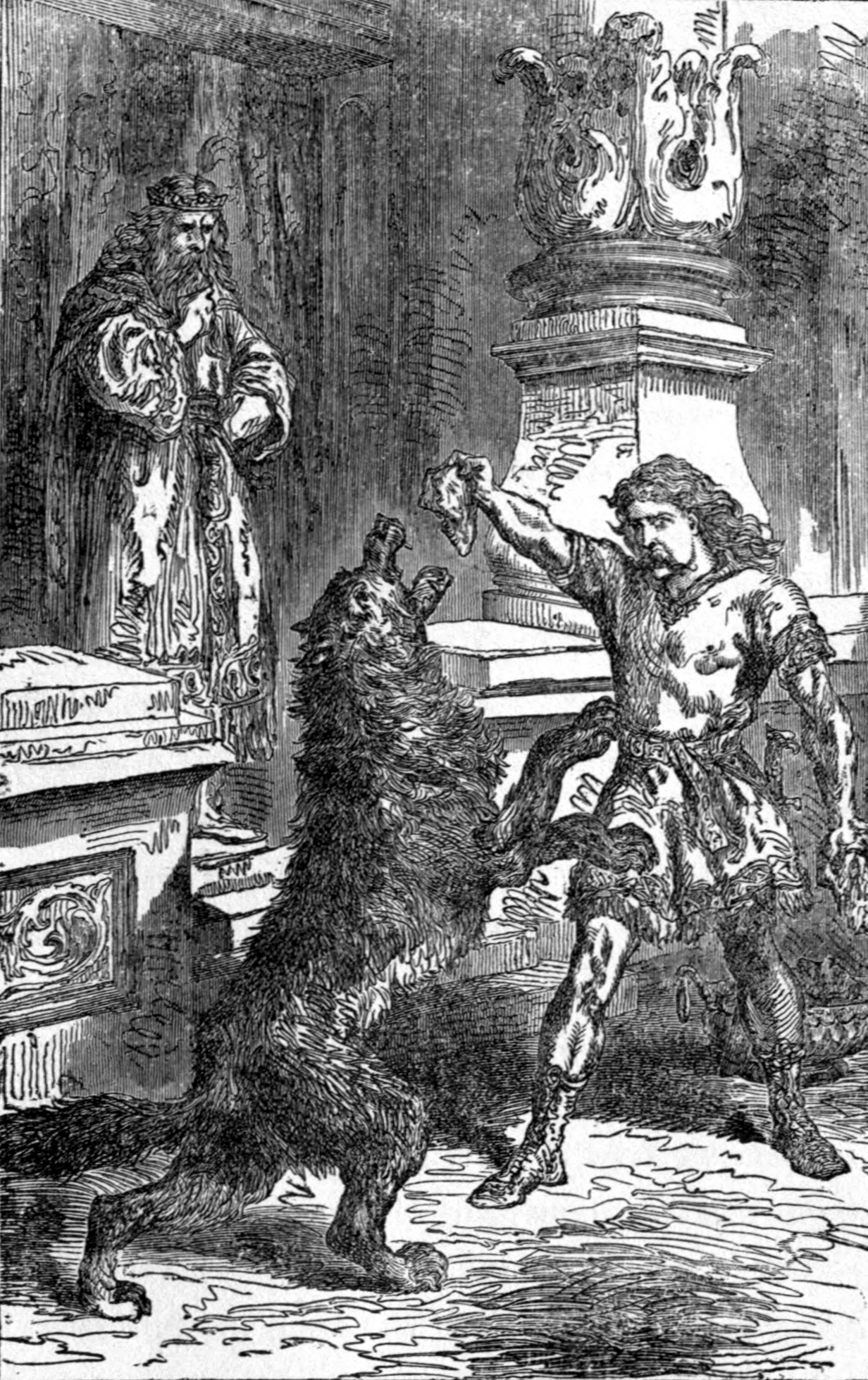
Týr nourrit Fenrir, de Louis Huard (1891).

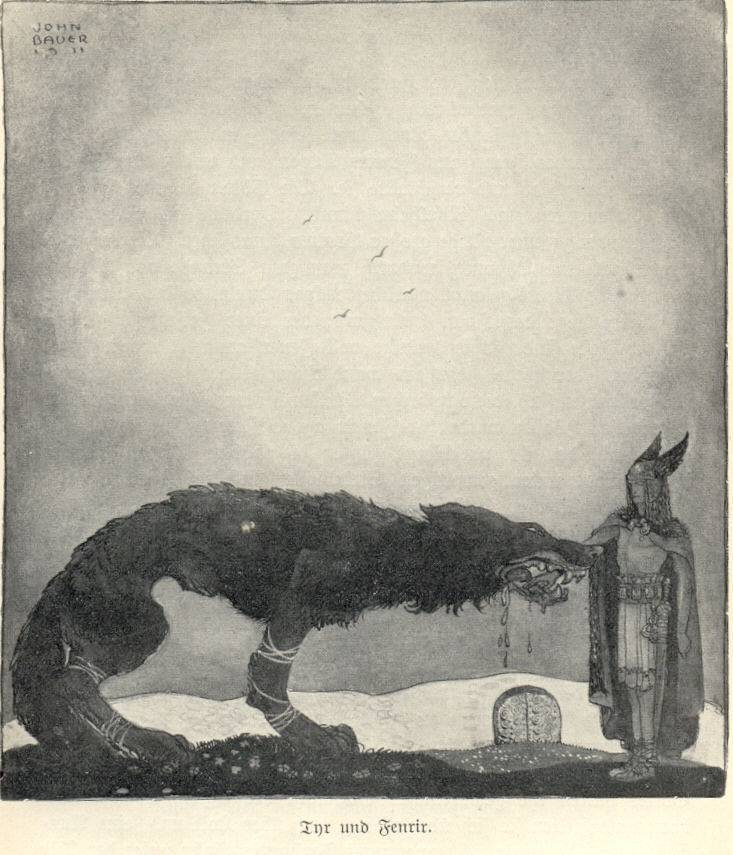
Týr sacrifie son bras dans la gueule de Fenrir, de John Bauer (1911).

L'épisode du sacrifice de la main de Týr est raconté en détail dans le chapitre 34 du Gylfaginning, il est également évoqué au chapitre 25 en guise d'« exemple de sa hardiesse ». Fenrir est élevé par les Ases et grandit démesurément, à tel point que seul Týr a le courage de lui donner à manger. Les Ases décident alors de l'enchaîner pour qu'il ne puisse accomplir la prophétie selon laquelle il causera leur perte. Ils fabriquent une chaîne (Loeding) et le mettent au défi de se libérer ; celui-ci, voulant accroître son prestige, s'y soumet et y parvient. Alors ils en fabriquent une autre plus solide (Dromi) mais elle cède aussitôt. Craignant de ne pouvoir l'emprisonner, les Ases envoient le messager Skirnir à Svartalfaheimr, chez les nains, pour fabriquer un lien magique : Gleipnir, faite par des ingrédients qui depuis n'existent plus ; bruits de pas de chat, barbe de femme, racines de montagnes, nerfs d'ours, haleine de poisson et crachat d'oiseau. Le lien a alors l'aspect d'un ruban de soie. Ils demandent à Fenrir de se soumettre une fois de plus à l'épreuve mais celui-ci leur répond qu'il n'a rien à gagner à briser un simple ruban et, s'il était magique, il ne leur fait pas confiance pour le libérer. Il n'accepte de le faire que si l'un d'eux met sa main dans sa gueule en guise de bonne foi.
Seul Týr a le courage d'accepter, et il s'exécute. Fenrir attaché se démène mais plus il essaye de se libérer, plus le lacet se raidit. Alors tous les Ases éclatent de rire, sauf Týr, qui venait de perdre sa main. Les dieux attachent les liens aux sols tandis que Fenrir se débat et tente de les mordre. Pour l'en empêcher, les Ases lui mettent une épée en travers de la bouche (la garde reposant sur la mâchoire inférieure et la pointe à l'opposé). Depuis, le loup ne cesse de rugir, et de la bave s'écoule de ses mâchoires et forme le fleuve Ván (volonté). Il restera ainsi attaché jusqu'à la bataille prophétique du Ragnarök, lorsque toutes les chaînes se briseront.
Georges Dumézil qualifie la perte du bras de Týr de « mutilation qualifiante », une chose que l'on retrouve chez divers héros et divinités de religions indo-européennes et autres. Týr, dieu garant des serments, perd sa main droite dans une procédure du serment et parallèlement, Odin se sacrifie un œil pour mieux « voir ». En Inde on retrouve des thèmes similaires avec Bhaga aveuglé qui retrouve ses yeux, Savitar qui perd ses mains pour en récupérer d'autres en or alors qu'il régente les sacrifices, et Pūsan qui est édenté donc condamné à manger de la bouillie alors qu'il est un dieu protecteur du bétail ; la viande.
Cet acte de sacrifice est à l'image de l'importance qu'accordait la société nordique à la loi ainsi qu'à l'ordre. Ce sacrifice a permis de repousser les forces du chaos et du désordre. Dans la même veine, il est attesté dans la société nordique qu'un groupe pouvait en arriver à sacrifier leur propre roi pour assurer le salut ou la fécondité de l'ensemble du groupe. Le sens de ce sacrifice est encore plus fort si l'on considère que Týr a payé de sa personne le mensonge des autres Ases pour maintenir l'ordre et la justice. Si l'on prend en compte la perception traditionnelle des rayons solaires comme des bras, le sacrifice de son bras revient à illuminer un lieu ou une chose en donnant une part de soi-même.
En vieux norrois, le « poignet » se dit úlfliðr, qui signifie littéralement « la jointure du loup », ce qui remonte à des croyances immémoriales, renforçant alors les origines réelles du mythe.

#### Le chaudron de Hymir

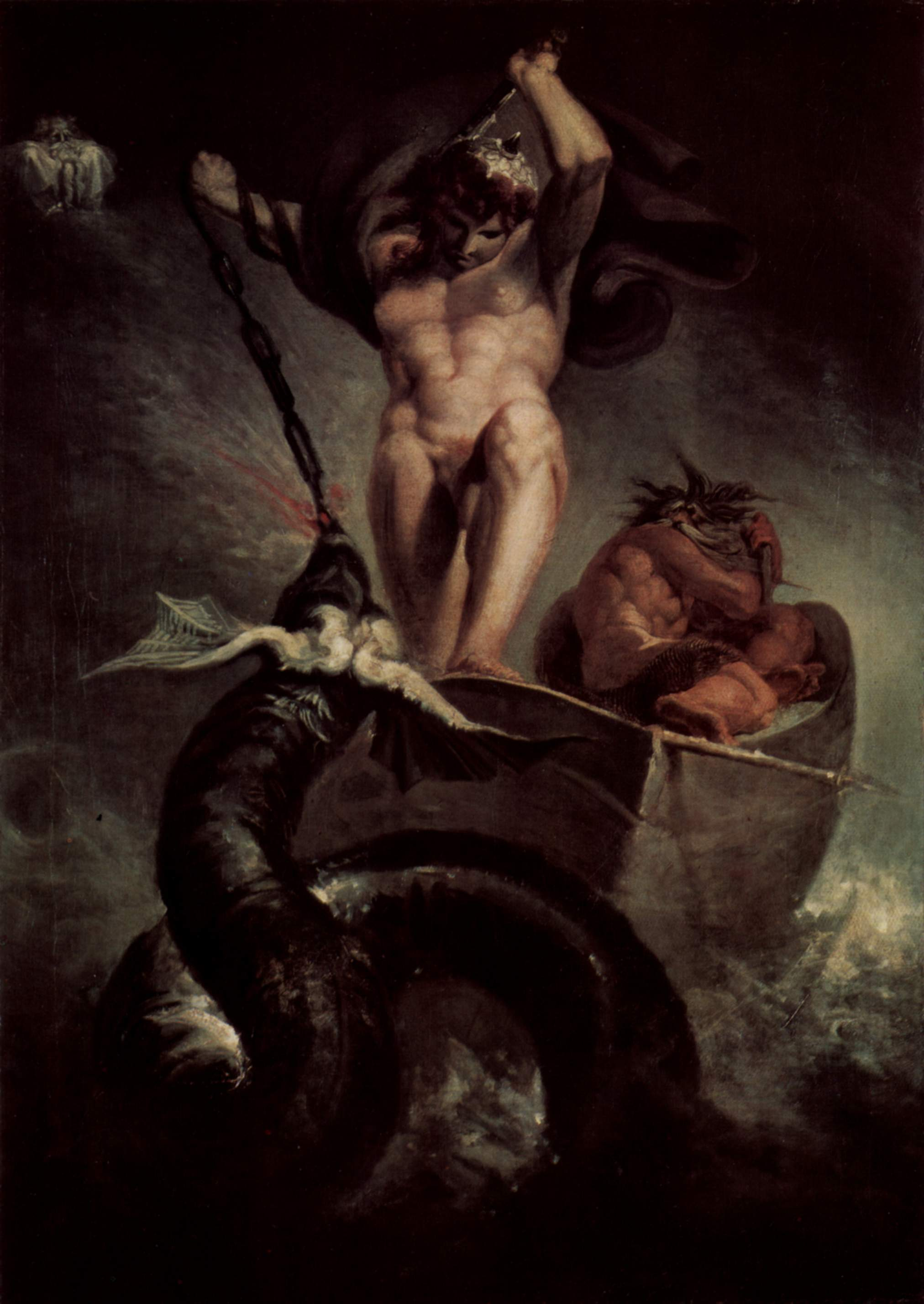
La bataille de Thor et du serpent de Midgard réalisé en 1788 par Johann Heinrich Füssli.

Dans le poème eddique Hymiskvida, Týr possède un rôle secondaire par rapport aux deux principaux protagonistes que sont Thor et le géant Hymir. Le poème commence lorsque Thor réclame un festin au géant Ægir, mais celui-ci demande alors un chaudron suffisamment grand permettant de brasser de la bière pour tous les Ases. Alors que les dieux n'en trouvent pas, Týr propose de récupérer par ruse un tel chaudron chez son « père » Hymir. Régis Boyer estime que le mot père n'est pas à prendre au sens propre, il s'agirait simplement d'une référence au fait que les dieux descendent originellement des géants. Alors Thor et Týr s'en vont chez Hymir et sont accueillis par la grand-mère et la mère de Týr, qui ne sont pas nommées, cette dernière étant l'amante de Hymir. Elle propose aux dieux de se dissimuler avant l'arrivée du géant. Lorsque celui-ci arrive, la mère l'informe de leur présence et il brise du regard le pilier derrière lequel ils sont cachés. Hymir reçoit Thor avec beaucoup de déplaisir. Le géant teste à plusieurs reprises la force de Thor, par exemple lors d'une fameuse partie de pêche où le dieu tonnant capture pendant un bref moment le serpent-monde Jörmungand. Hymir laisse ensuite les dieux emporter le chaudron, mais Týr n'a pas la force pour le soulever, alors Thor se met à l'œuvre et le soulève tandis que ses pieds traversent le plancher.

#### Insultes de Loki
Dans le poème eddique Lokasenna, le dieu malin Loki s'en prend successivement aux principaux dieux par une joute verbale, et Týr n'est pas épargné lorsqu'il intervient pour prendre la défense du dieu Freyr qu'il qualifie comme le meilleur héros de chez les Ases. Loki alors s'en prend à lui en évoquant, comme avec les autres dieux, des légendes qui nous sont connues et d'autres qui sont perdues. Le malin commence par mentionner la perte de la main de Týr par Fenrir. Notons aussi qu'il s'en prend directement à une fonction du dieu disant qu'il n'a jamais su « rétablir la paix entre deux opposants », alors que Týr est un dieu garant de l'ordre.

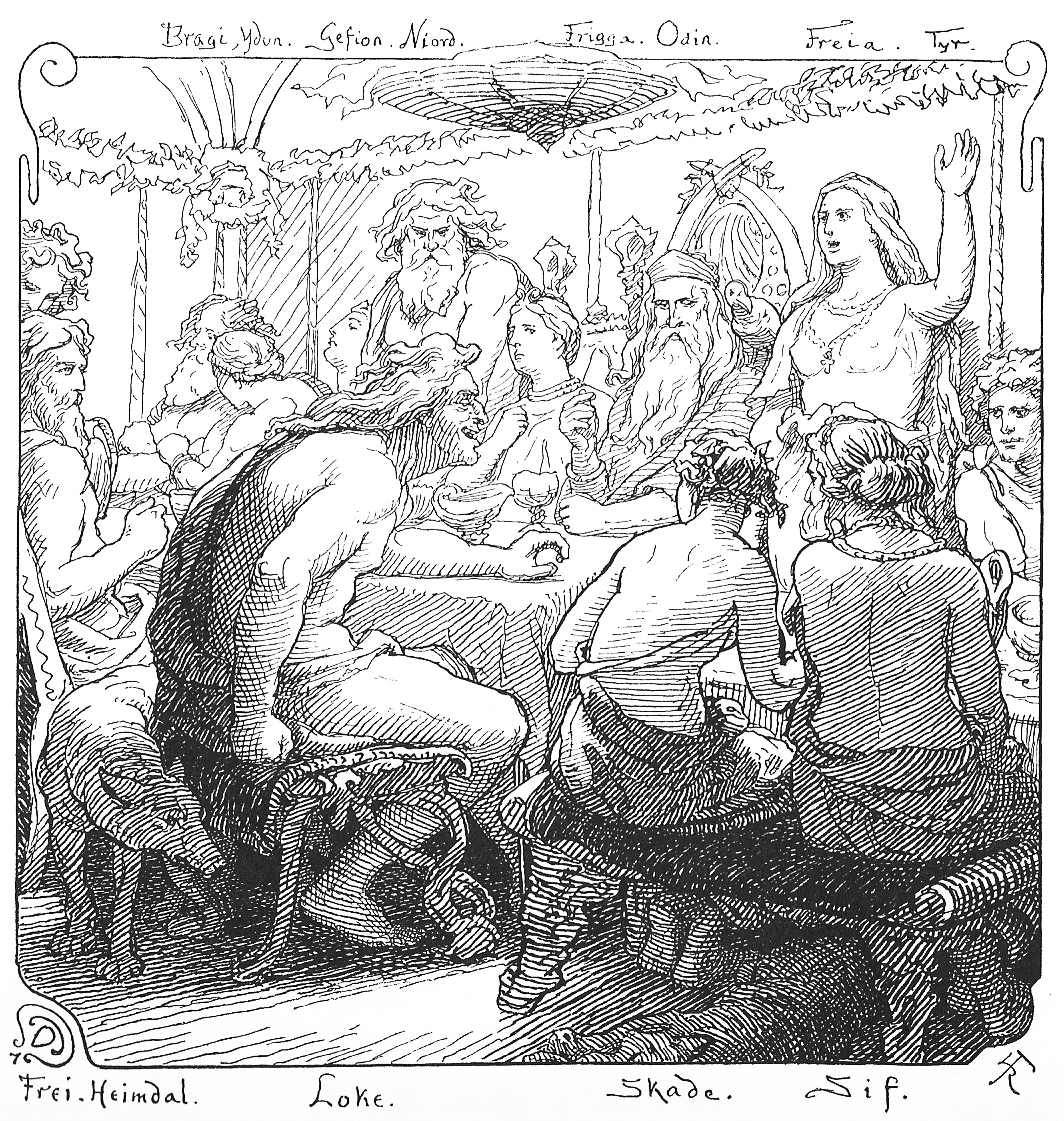
Loki se querellant avec les dieux, illustration réalisée par Lorenz Frølich en 1895.

| Loci qvaþ: 38. «Þegi þv, Tyr! þv kvnnir aldregi bera tilt meþ tveim; handar ennar hogri mvn ec hinnar geta, er þer sleít Fenrir fra.» | Loki dit : 38. «Tais-toi, Týr, Jamais tu n'as su Rétablir la paix entre deux opposants; Ta dextre, Je la mentionnerai, Celle que t'arracha Fenrir.» |  |

| Tyr qvaþ: 39. «Handar em ec vanr, enn þv hroþrs-vitniss, ba/l er beggia þrá; vlfgi hefir oc vel, er i bondom scal bíþa ragnara/crs.» | Týr dit : 39. «S'il me manque une main, A toi manque Hródvitnir ; Malheur nous angoisse tous deux. Le loup ne l'a pas belle non plus Qui dans les chaînes doit Attendre le crépuscule des dieux.» |  |

Ensuite Loki fait allusion à un mythe que nous ne connaissons pas, dans lequel Týr a une femme (nous ne connaissons pas de femme pour Týr et la Lokasenna est le seul texte qui en fait mention) et Loki lui aurait fait un fils sans que cette insulte n'ait été remboursée par une compensation :
| Loci qvaþ: 40. «Þegi þv, Týr! þat varþ þinni cono, at hon atti ma/g viþ mer; a/ln ne penning hafþir þv þess aldregi vanréttiss, vesall!» | Loki dit : 40. «Tais-toi, Týr, Il advint ceci à ta femme Qu'elle eut de moi un fils ; Tu n'as jamais eu Aune ni liard Pour cette insulte, misérable.» |  |

#### La mort de Týr
Le destin fatal de Týr à la bataille prophétique du Ragnarök est décrit uniquement dans le chapitre 51 du Gylfaginning. Il combattra le chien gardien de Hel, Garm et ils se donneront mutuellement la mort. Cet épisode est rapidement décrit comme suit :
« Alors se libérera également le chien Garm qui est attaché devant la caverne de Gnipahellir ; c'est le plus terrible monstre qui soit. Il affrontera Týr, et ils se donneront la mort l'un à l'autre. »
Après le Ragnarök, le monde renait lumineux et brillant. La dualité entre le monstre nocturne Garm, provenant d'une caverne du monde des morts, et le dieu du ciel lumineux Týr, n'aura donc plus lieu d'être après leur affrontement final. Il est possible également que le chien Garm corresponde en fait au loup Fenrir qui est l'antagoniste de Týr dans leur mythe principal.

## Rune Tīwaz

La rune Tīwaz, associée à Týr.

La rune Tīwaz est rattachée au dieu Týr. Týr est le nom de cette rune en vieux norrois, ti en anglo-saxon, et tyz en gothique. Le poème eddique Sigrdrífumál offre des conseils magiques pour obtenir la victoire en bataille à la strophe 6 en proposant de « nommer deux fois Týr », toutefois les spécialistes estiment qu'il s'agit de nommer la rune plutôt que le dieu puisqu'il s'agit bien d'un chant runique :
| 6. Sigrúnar skaltu kunna, ef þú vilt sigr hafa, ok rísta á hjalti hjörs, sumar á véttrimum, sumar á valböstum, ok nefna tysvar Tý. | 6. Il te faut graver les runes de victoire Si tu veux victoire remporter, Graver sur les gardes du glaive, Certaines sur la poignée, Certaines sur le croisillon, Et nommer deux fois Týr. |  |

Il existe également trois poèmes runiques qui étaient vraisemblablement des moyens mnémotechniques pour mémoriser les runes. Les poèmes runiques norvégien et islandais racontent chacun à leur strophe 12 que Týr est un dieu manchot. Le poème runique islandais précise que Týr s'est sacrifié le membre au loup.
Cette rune apparait régulièrement dans les inscriptions runiques datant des grandes invasions ainsi que sur les bractéates, et témoignent vraisemblablement de la signification magique de ce symbole.

## Théories

### Mythologie comparée

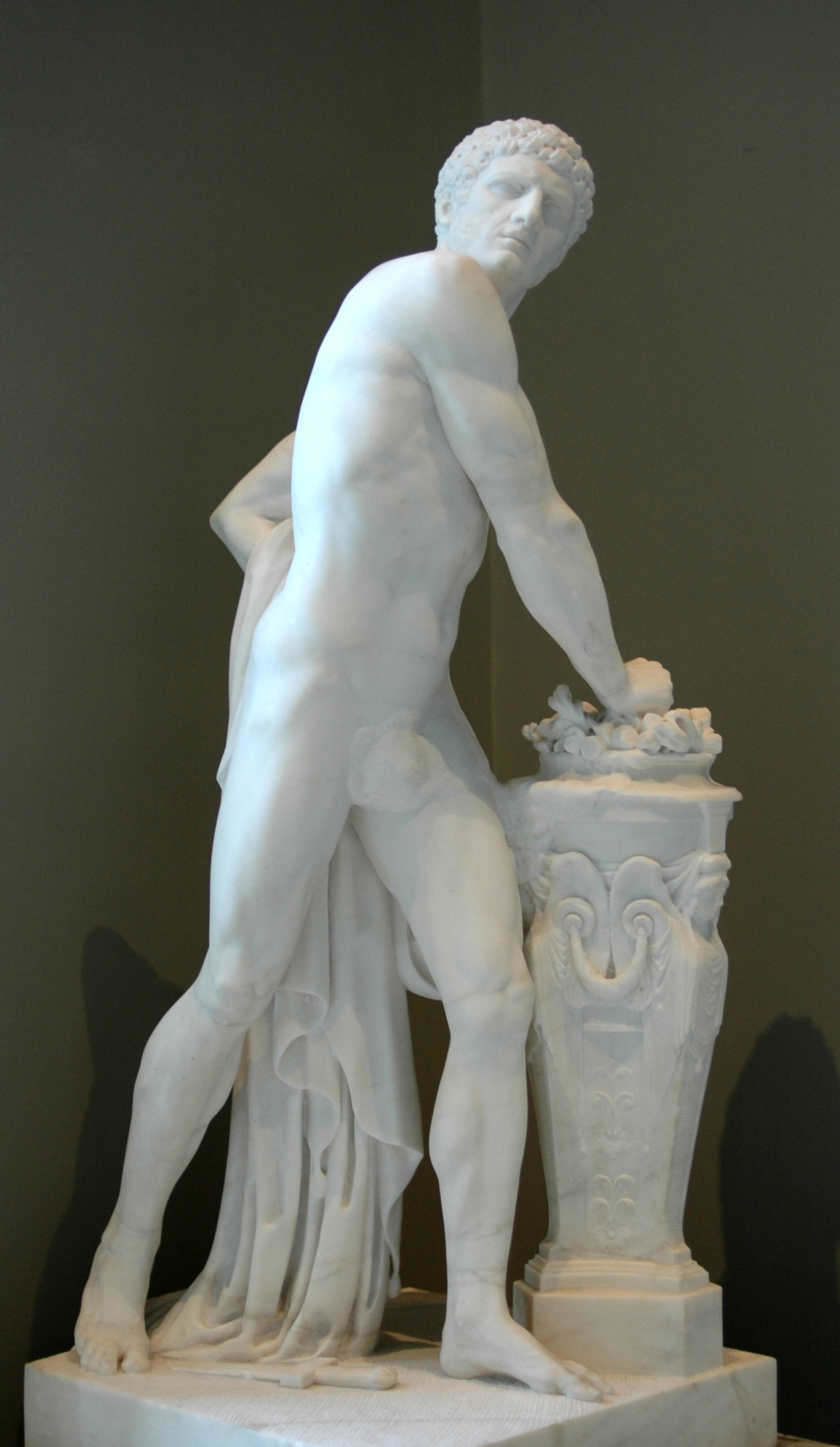
Caius Mucius Scaevola met sa main en gage par Louis Pierre Deseine, 1791, musée du Louvre.

L'interpretatio romana proposait comme équivalent à Týr le dieu romain Mars, également dieu de la guerre ; ceci serait mis en évidence chez Tacite mais aussi dans les dédicaces romaines dédiées à un Mars Thincsus (cf. supra). Toutefois, étymologiquement Týr correspondrait plus vraisemblablement à Zeus/Jupiter. Ces dieux se rejoignent également par leur fonction initiale de dieux du ciel (cf. supra).
Des chercheurs ont depuis 1940 noté une analogie entre le couple borgne et manchot Odin-Týr et le couple héroïque romain Horatius Coclès et Caius Mucius Scaevola qui possèdent les mêmes infirmités. Les circonstances de la perte d'une main par Týr et Caius Mucius Scaevola sont similaires puisque dans les deux cas il s'agit d'un gage héroïque d'un faux serment pour sauver son peuple. En effet le romain Scaevola est capturé alors qu'il était envoyé pour assassiner le roi étrusque Porsenna qui assiège Rome. Il révèle alors que trois cents autres comme lui ont juré d'abattre le roi. Il s'agit d'un mensonge mais pour imposer créance Scaevola tend sa main droite, celle des serments, au-dessus du feu jusqu'à ce qu'elle brûle. Le roi convaincu et impressionné lève le siège sur la ville et entame la paix. Georges Dumézil considère qu'il ne s'agit pas d'un emprunt de l'un ou de l'autre parti, mais bien d'un mythe originel proto-indo-européen présentant un couple divin borgne et manchot qui se sont auto-mutilés indépendamment ; dans le mythe romain ces personnages auraient été artificiellement rapprochés, et humanisés,.
Il existe des dieux manchots dans d'autres religions indo-européennes, comme le dieu irlandais Nuada et le dieu indien Sūrya, mais ceux-ci n'ont pas perdu leurs mains par un gage de faux serment ainsi certains spécialistes refusent d'y voir  la diffusion d'un mythe originel proto-indo-européen,.

### Fonctions souveraine et guerrière
Týr, Thor et Odin sont trois éléments d'un même triptyque guerrier[réf. nécessaire]. Alors que Thor est le dieu de la force guerrière et Odin le dieu de la connaissance et de la victoire, Týr est le dieu de la guerre juste et de la stratégie. Týr se distingue d'Odin car il ne possède pas de fonction magique, et il se distingue de Thor puisqu'il n'est pas responsable des pluies fécondes.
Dans ses classifications des triades divines indo-européennes, Georges Dumézil a placé les dieux scandinaves Odin et Týr dans la première fonction, magique et souveraine, comme le sont Varuna et Mitra dans l'Inde védique, et Jupiter et Dius Fidius pour les romains. Thor serait alors le représentant guerrier de la seconde fonction, Freyr et Njörd représenteraient la troisième, productrice. Toutefois en termes de souveraineté, Týr a été déchu de son importance chez les scandinaves au profit d'Odin, ainsi il n'apparait que dans peu de mythes préservés et ne joue pas de rôles particulièrement importants. Cette tripartition du panthéon scandinave par Dumézil est toutefois critiquée. Odin, par exemple, placé dans la première fonction, ne possède pas l'aspect juridique qui ne revient qu'à Týr. Ces mêmes dieux possèdent des aspects guerriers relatifs à la deuxième fonction. Ainsi les dieux scandinaves se rangent difficilement dans une fonction stricte. Dumézil ne s'étonne pourtant pas de la « martialisation » du dieu souverain juriste qui est analogue à l'évolution sociale perçue dans la société germanique ainsi que dans d'autres sociétés indo-européennes. Par exemple, les réunions de l'assemblée juridique du thing se faisaient armées.

## Postérité

### Jour de la semaine
Týr donne son nom au jour de la semaine mardi dans les langues germaniques. S'inspirant du mardi latin, dies Martis qui signifie « jour de Mars », l'interpretatio germanica a alors baptisé mardi en « jour de Týr » bien que ce dieu germain correspond plus vraisemblablement à Jupiter (cf. supra). On retrouve alors Tysdagr en vieux norrois (ce qui a donné tisdag en suédois et tirsdag en danois et norvégien bokmål), soit le « jour de Týr ». Tuesday en anglais du vieil anglais Tiwesdæg dérive du « jour de Tīw ». Il existe encore de nombreuses variantes régionales, en frison tīesdi, en vieux haut-allemand zīostag, en moyen haut-allemand zīestag et en alémanique zīstac ; « jour de Ziu ». Toutefois en allemand on trouve dienstag et en moyen néerlandais dinxendach, ce qui correspondrait au titre de « dieu-du-Thing » de Týr, ce qui rappelle alors le nom de Mars Thincsus (cf. supra). Il est peu probable que ces noms se réfèrent simplement au thing puisque les jours de la semaine correspondent généralement à des noms de dieux.

### Toponymie
Le nom du dieu Týr se retrouve dans plusieurs lieux en Europe du Nord, attestant de son culte ou d'anciens lieux du thing. Son nom apparait notamment au Danemark, par exemple le Lac de Tissø au Sjælland tire son nom du dieu Týr. Le plus récurrent est toutefois Tislund, avec lundr signifiant « bosquet » ce qui donne « bosquet sacré de Týr »,. Les exemples toponymiques sont plus rares en Norvège. On connait Tysnes, où l'île de Tysnesøen signifie « l'île du promontoire du dieu Týr »,. Il est possible que le culte du dieu ait été apporté du Danemark. Nous connaissons quelques exemples possibles en Suède également ; Tividen « la forêt de Týr » et Tibirke « bouleaux de Týr ».
Il semble possible que le culte de Týr était déjà en déclin lorsque s'est formée la toponymie théophore.

### Noms propres
Le substantif -týr est souvent utilisé pour des kennings avec sa signification de « dieu ». Odin, par exemple, possède une multitude de noms dont certains possèdent ce substantif, comme Farmatýr (« dieu des cargaisons »), Valtýr (« dieu des tombés au combat ») ou encore Hrafntýr (« dieu aux corbeaux »).
Týr ainsi que d'autres noms avec le substantif -týr sont des noms masculins relativement courants en Islande[réf. nécessaire].

## Dans la culture moderne
Týr est référencé dans la musique contemporaine, en particulier dans les genres issus du heavy metal qui empruntent régulièrement à la mythologie nordique. On peut citer par exemple l'album Tyr (1990) du groupe de heavy metal britannique Black Sabbath, le groupe de viking metal des Îles Féroé Týr (formé en 1998), le groupe suédois Amon Amarth fait régulièrement référence au dieu, et le nom de l'album Ok Nefna Tysvar Ty (2003) du groupe de viking metal allemand Falkenbach correspond au dernier vers de la strophe sur la rune Tīwaz.
Le dieu est aussi une inspiration dans la littérature fantastique et l'heroic fantasy. Dans l'univers de Tolkien, Beren Erchamion se fait broyer la main par un loup, et Frodon le doigt par Gollum. Ces péripéties sont sans doute inspirées du sacrifice de Týr. Le super-héro Marvel Comics Tyr est inspiré du dieu scandinave, de même que le personnage Buri (inspiré du dieu originel Búri) porte le surnom « Tiwaz ». Le dieu Tyr de l'univers Royaumes oubliés est également inspiré du dieu scandinave. Le deuxième tome de la série Louve de la bande dessinée Les Mondes de Thorgal s'intitule La Main coupée du dieu Tyr. Tyr est également un personnage jouable dans le jeu Smite.
Dans le MMORPG World of Warcraft, « la Main de Tyr » est une zone de la région des Maleterres de l’Est.
Le jeu vidéo God of War, se passant à l'époque de la mythologie nordique, voit Tyr présenté comme un dieu sage et voyageur tué par un Odin jaloux bien avant le Ragnarok, et dont le temple gigantesque au centre de Midgard sert de passerelle entre les différents royaumes. Dans sa suite God of War: Ragnarök, on apprend qu'il n'est pas mort mais enfermé par Odin. Il est plus tard libéré de sa prison par Kratos et Atreus. Au cours de l'histoire, il est révélé qu'il s'agissait en réalité d'Odin déguisé. Toutefois le véritable Tyr sera retrouvé dans les ruines d'une prison asgardienne à Nifleim et sera libéré par Kratos et Freya. Dans le DLC Valhalla, il envoie anonymement une invitation à Kratos afin que celui-ci accepte ses erreurs passées et se prépare à devenir le dieu de la guerre du nouveau panthéon. Pour le préparer, il l'affrontera à plusieurs reprises, se servant notamment d'armes qu'il a obtenu lors de ses voyages dans d'autres royaumes.
Tyr apparait dans la saison 3 de American Gods.
Dans le jeu vidéo Assassin's Creed Valhalla, Týr est un Isu (première civilisation développée dans l'univers d'Assassin's Creed), qui se réincarne plusieurs millénaires plus tard en Sigurd Styrbjornson, frère adoptif du protagoniste. Ces deux personnages sont similaires, et partage la particularité de perdre tous deux deux bras. Týr est présent dans les quêtes se déroulant à Asgard, où le joueur incarne Odin[réf. nécessaire].